# Allen Hirshfeld
Allen C. Hirshfeld (* 16. Februar 1944 in Cleveland; † 20. August 2016 in Aachen) war ein israelisch-deutscher Physiker und Hochschullehrer.

## Leben
Hirshfeld siedelte als Zwölfjähriger mit seiner Familie nach Israel über. 1961 begann er sein Physikstudium an der Universität Tel Aviv, die ihn mit seiner Dissertation Theory and Phenomenology of Multiparticle Production bei Errol Gotsmann und Juval Ne’eman 1970 promovierte. Seit 1968 arbeitete er wissenschaftlich an der Universität Straßburg, am CERN, an der Universität Heidelberg und am DESY.
1973 wechselte Hirshfeld schließlich an die Universität Dortmund und blieb dort bis zu seiner Pensionierung 2009. Nach seiner Habilitation 1974 lehrte er dort als Privatdozent. Ausgehend von der phänomenologischen Theorie wandte er sich den mathematischen Aspekten der Physik zu, wie seine Seminare zur Topologie und Differentialgeometrie zeigten. 1990 organisierte er mit anderen das Meeting on Geometry and Theoretical Physics im Physikzentrum Bad Honnef. 1999 führte er mit anderen in Bielefeld die internationale Tagung Ontological Aspects of Quantum Field Theory durch. 2011 veröffentlichte er eine Monografie über die supersymmetrische Dirac-Gleichung.